# Teorema di Green-Tao
In matematica, il teorema di Green–Tao, provato da Ben Green e Terence Tao nel 2004, afferma che la successione dei numeri primi contiene progressioni aritmetiche arbitrariamente lunghe.  In altre parole esiste una progressione di numeri primi, con k termini, dove k può essere qualsiasi numero naturale. La dimostrazione consiste in un'estensione del teorema di Szemerédi.
Nel 2006, Tao e Tamar Ziegler hanno esteso il risultato alle progressioni polinomiali. Più precisamente, hanno provato che, per ogni intero positivo k, dati k polinomi in un'incognita P1,..., Pk  a valori interi e con termine noto nullo, esistono infiniti interi a e b  tali che a + P1(b), ..., a + Pk(b) siano contemporaneamente primi. Il teorema di Green-Tao si può dedurre da questo risultato come caso particolare, in quanto applicando questo teorema ai polinomi Pj(x) = (j - 1)·x si ottiene proprio che la successione dei numeri primi contiene progressioni aritmetiche arbitrariamente lunghe.
Questi risultati sono solo teoremi di esistenza e non mostrano come calcolare le progressioni. 
Nel 2007 Jaroslaw Wróblewski ha trovato il primo caso di 24 primi in progressione aritmetica:
468395662504823 + 205619 · 23# · n, per n = 0, ..., 23
in cui il simbolo # denota il primoriale (23# = 223092870).
Nel 2008 Wróblewski e Raanan Chermoni hanno trovato il primo caso noto di 25 primi in progressione aritmetica:
6171054912832631 + 366384 · 23# · n, per n = 0, ..., 24.
Nel 2010 Benoãt Perichon, con software di Wróblewski e Geoff Reynolds in un progetto distribuito PrimeGrid, ha trovato la prima progressione aritmetica di 26 primi:
43142746595714191 + 23681770 · 23# · n, per n = 0, ..., 25.
Nel 2019 Rob Gahan and PrimeGrid hanno scoperto la prima progressione aritmetica di 27 primi: 
224584605939537911 + 81292139 · 23# · n, per n = 0, ..., 26.